# Konice (Mašťov)

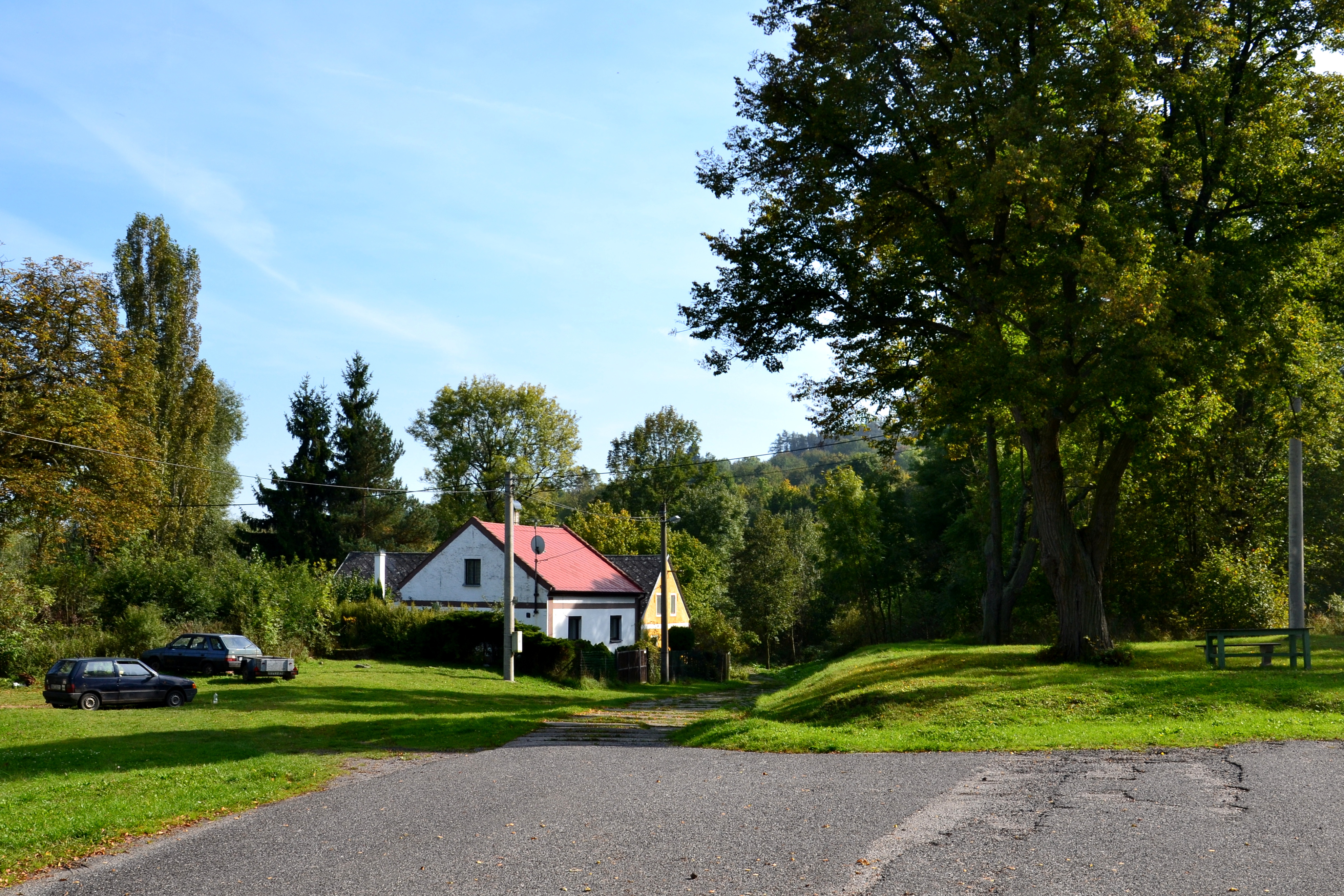
Dorfplatz

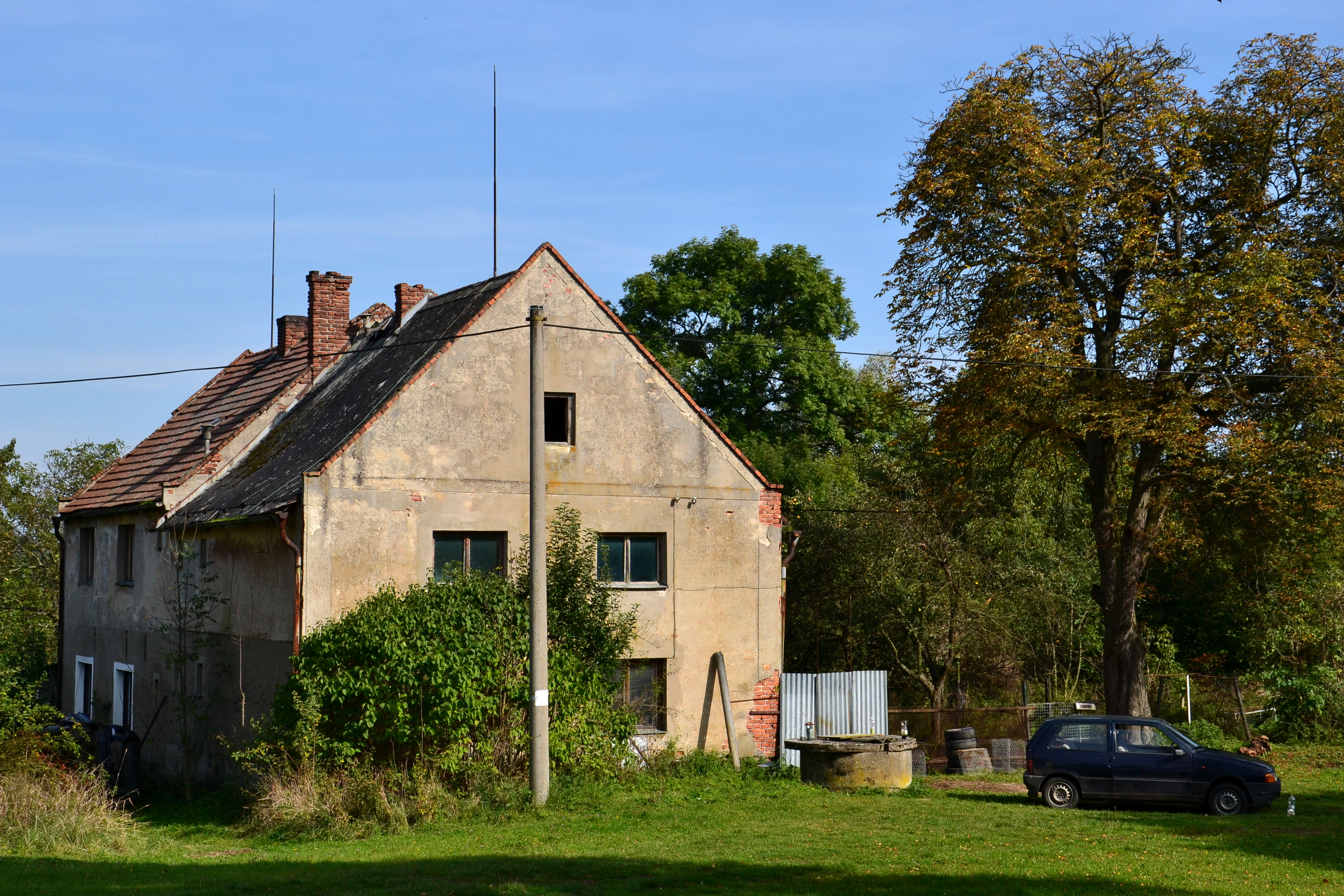
Haus am Dorfplatz

Konice (deutsch Kunitz) ist ein Ortsteil der Stadt Mašťov (Maschau) in Tschechien. Das weitgehend erloschene Dorf liegt 13 Kilometer westlich von Podbořany (Podersam) und gehört zum Okres Chomutov.

## Geographie
Der ehemalige Rundling Konice befindet sich rechtsseitig des Baches Dobřenecký potok in den östlichen Ausläufern des Duppauer Gebirges. Konice liegt an der Grenze zum Truppenübungsplatz Hradiště im Naturpark Doupovská pahorkatina.
Nordöstlich erhebt sich die Houština (Buschberg; 531 m n.m.), im Südosten die Houšťka (Hundsbusch; 557 m n.m.), südwestlich die Lopota (Schwilsberg; 641 m n.m.) und der Konický vrch (Pfaffenberg; 625 m n.m.), im Westen die Radkoppe (648 m n.m.) und die Dubina (Eichberg; 730 m n.m.) sowie nordwestlich die Dubá (In der Tuba; 558 m n.m.). Konice liegt an der Grenze zum Truppenübungsplatz Hradiště im Naturpark Doupovská pahorkatina.
Nachbarorte sind Sedlec u Radonic und Arnoštov (Ernestihof) im Norden, Dobřenec (Dobrenz) im Nordosten, Chmelištná (Chmelischen) im Osten, Emanuelův Dvůr (Emanuelshof) und Podbořanský Rohozec (Deutsch Rust) im Südosten sowie Bukovina (Buckwa) im Süden. Auf dem Militärgebiet liegen folgende erloschene Dörfer: im Südwesten Třídomí (Dreihäuser) und Mětikalov (Meckl), westlich Řednice (Rednitz), im Nordwesten Doupov (Duppau), Trmová (Dürmaul) und Tureč (Turtsch) sowie nördlich Sedlecký dvůr (Zettlitzer Hof) und Sedlec (Zettlitz).

## Geschichte
Konice gehörte zu den 15 Dörfern, die der Vladike Milhost von Mašťov zum Ende des 12. Jahrhunderts dem Zisterzienserkloster Waldsassen schenkte. Die erste urkundliche Erwähnung von Coniz erfolgte 1196 in der Besitzbestätigungsurkunde Herzog Heinrich Břetislavs III. für das neue Kloster Mašťov. Wegen Differenzen mit Milhost verließen die Zisterzienser Mašťov und verlegten ihr Kloster nach Osek. Einige der ursprünglichen Güter, darunter Coniz, blieben im Besitz der Zisterzienser und wurden dem Kloster durch Ottokar I. Přemysl bestätigt. 1405 wurde das Dorf als Konicz, 1447 als Konycz, 1543 als Konicze, 1545 als Kunicze, 1590 als Kunowicze und 1594 als Kunicz bezeichnet.
In den 1540er Jahren erwarb Albrecht Schlik das Gut Konice und schlug es seiner Herrschaft Winteritz zu. Später wurden die Duppauer von Tuppau auf Willomitz Besitzer von Konice. Der Grundherr, Wilhelm Adalbert Duppauer von Tuppau († 1621), war 1618 einer der Teilnehmer des Prager Fenstersturzes und des Ständeaufstandes. Nach der Schlacht am Weißen Berg wurde er postum mit dem Verlust eines Drittels seiner Güter bestraft. Die konfiszierte Herrschaft Willomitz wurde 1623 an Jan Zdenko Wratislaw von Mitrowitz verkauft.
Den Dreißigjährigen Krieg überstand das Dorf relativ unbeschadet. In der berní rula von 1654 sind für Kunicz neun Bauern, zwei Chalupner und ein Gärtner aufgeführt. Erwerbsquellen waren Ackerbau und Viehzucht. 1658 wurde Kunicz als landtäfliges Gut von Willomitz abgetrennt. 1660 erwarb die Königliche Bergstadt Preßnitz das Gut. Als der Besitzer der Herrschaft Maschau, Johann Franz von der Goltz, 1664 die Herrschaft Willomitz hinzukaufte, gehörte Kunicz bereits wieder zu derselben. 1713 wurde auf dem Dorfanger die Kapelle errichtet. 1715 erfolgte eine erneute Abtrennung des Gutes Kunicz, fünf Jahre später kam es zur Herrschaft Maschau mit Willomitz zurück. Im Jahre 1787 bestand das Dorf Kunitz aus 26 Anwesen. Mit dem kinderlosen Ernst von der Goltz, der sich 1791 erschoss, erlosch der Familienzweig. Sein Erbe wurde 1792 Adalbert Mladota von Solopisk gerichtlich zugesprochen. Dieser kaufte 1808 vom Religionsfonds das Gut Libotitz mit Turtsch hinzu, dem Kunitz fortan zugeordnet wurde. Die 1825 in Kunitz eingerichtete Filiale der Maschauer Schule bestand wegen zu geringer Schülerzahl nur wenige Jahre. Gabriela von Dietrichstein, geborene Wratislaw von Mitrowitz, die die Herrschaft Maschau 1838 gekauft hatte, veräußerte sie 1845 an Eugen Czernin von und zu Chudenitz.
Im Jahre 1846 bestand das im Saazer Kreis gelegene Dorf Kunitz aus 24 Häusern mit 149 deutschsprachigen Einwohnern. Im Ort gab es eine öffentliche Kapelle; westlich – am Pfaffenbusch – lag ein herrschaftliches Jägerhaus. Kunitz war Sitz eines der fünf Maschauer Forstreviere. Pfarr- und Schulort war Turtsch. Bis zur Mitte des 19. Jahrhunderts blieb Kunitz der Herrschaft Maschau untertänig.
Nach der Aufhebung der Patrimonialherrschaften bildete Kunitz/Konice ab 1850 eine Gemeinde im Gerichtsbezirk Duppau. 1868 wurde Kunitz nach Dobrenz eingemeindet und die Gemeinde dem Bezirk Kaaden zugeordnet. 1869 bestand das Dorf aus 23 Häusern und hatte 131 Einwohner. Im Jahre 1900 hatte Kunitz 110 Einwohner, 1910 waren es 129. 1914 gab es in Kunitz ein Wirtshaus, einen Gemischtwarenladen, eine Bäckerei und eine Schmiede sowie einen Schuster, einen Mauerer sowie einen Straßenwärter. Die Hälfte der Gemarkung bestand aus Wäldern. Die Bewohner lebten von der Landwirtschaft und Forstarbeit.
Nach dem Ersten Weltkrieg zerfiel der Vielvölkerstaat Österreich-Ungarn, das Dorf wurde 1918 Teil der neu gebildeten Tschechoslowakischen Republik. Beim Zensus von 1921 lebten in den 25 Häusern von Kunitz 132 Personen, davon 131 Deutsche. 1930 lebten in den 26 Häusern von Kunitz 134 Personen. Nach dem Münchner Abkommen wurde Kunitz im Oktober 1938 dem Deutschen Reich zugeschlagen und gehörte bis 1945 zum Landkreis Kaaden. Nach dem Ende des Zweiten Weltkrieges kam Konice zur wiedererrichteten Tschechoslowakei zurück. Nach der Aussiedlung der deutschen Bewohner wurde das Dorf nur schwach mit Tschechen wiederbesiedelt. 1950 lebten in den 10 Häusern von Konice 25 Personen.
Im Zuge der Errichtung des Truppenübungsplatzes Hradiště erfolgte zu Beginn der 1950er Jahre die Absiedlung des Dorfes und seine Eingliederung in das Militärgebiet. Wenig später wurde Konice – mit Ausnahme der Wälder – wieder auf dem Truppenübungsplatz ausgegliedert und der Gemeinde Kadaňský Rohozec als Ortsteil zugewiesen. Bei der Gebietsreform von 1960 erfolgte die Aufhebung des Okres Kadaň; die drei Dörfer der Exklave von Kadaňský Rohozec wurden der angrenzenden Gemeinde Mašťov zugeordnet. Im Jahre 1961 hatte das Dorf nur noch zwölf Einwohner. Die meisten der Häuser und die Kapelle wurden in den 1960er Jahren abgebrochen. 1991 bestand Konice aus vier Häusern und war unbewohnt. Beim Zensus von 2011 lebte in den fünf Häusern von Konice lediglich eine Person. Erhalten ist ein wieder bewirtschafteter Bauernhof, die übrigen Häuser dienen Erholungszwecken.

## Ortsgliederung
Der Ortsteil Konice bildet den Katastralbezirk Konice u Mašťova.

## Ehemalige Denkmale
- Kapelle des hl. Johannes von Nepomuk, errichtet 1713 auf dem Dorfanger. Sie wurde in den 1960er Jahren abgerissen.
- Kreuz neben der Kapelle, es wurde zusammen mit der Kapelle beseitigt.